# Norman Bullock (cầu thủ bóng đá, sinh năm 1932)
Norman Bullock (1932 – 2003) là một cầu thủ bóng đá người Anh, thi đấu ở vị trí tiền vệ chạy cánh ở Football League cho Chester.